# Кобур
Кобурът (на турски: kubur – капак, покривало) е приспособление за носене на лично късоцевно огнестрелно (или неогнестрелно) оръжие от типа на пистолетите и револверите. Направен е от изкуствена или естествена кожа (често с черен или кафяв цвят), като предназначението му е да държи оръжието на място, но да го прави и лесно достъпно в същото време.
Обикновено се закача за колана, но е възможно и за глезена или други части на тялото. Някои кобури имат и отделение за магазина и патроните.
При изпълнението на различните видове полицейски и военни задачи възниква нуждата от различни модели кобури. Кобурът за скрито носене например е различен от кобура за водене на интуитивна или бърза стрелба.